# Ride to Hell: Retribution
Ride to Hell: Retribution è un videogioco in stile avventura dinamica sviluppato da Eutechnyx e pubblicato da Deep Silver. È stato pubblicato per Microsoft Windows, PlayStation 3 e Xbox 360.
Originariamente, il gioco è stato annunciato nel 2008 e cancellato nel 2009, per poi essere ri-annunciato nel 2013.
Ride to Hell è stato criticato pesantemente fino a considerarlo uno dei giochi peggiori di tutti i tempi, con recensioni molto negative da Metacritic e GameRankings. Dopo il lancio il gioco fu criticato per lo stile di gioco di pessima qualità, controlli, doppiaggio, sceneggiatura, e per aver abbandonato la visione originale a mondo aperto per un gioco lineare.

## Trama
Nel 1969, Jake Conway, un veterano del Vietnam, torna in California dalla sua famiglia, il fratello Mikey e lo zio Mack. Mikey racconta al fratello gli eventi durante la sua assenza, e della sua infatuazione per la sua compagna di college Ellie. Mikey quindi al rifiuto di suo zio di lasciarlo andare ad un concerto con Ellie, se ne va arrabbiato. Mack manda Jake a riprendere suo fratello, e dopo un inseguimento, Jake e Mikey chiariscono e vanno a mangiare in un ristorante sulla strada.
Poco dopo mentre Jake va a comprare da bere, Mikey rimane fuori dove viene circondato da una gang di Biker chiamata Devil's Hand, che cerca di provocare Mikey per coinvolgerlo in un combattimento. Jake torna ed allontana suo fratello dalla gang, ma mentre se ne stanno andando, Colt, il capo della gang, riconosce la giacca che indossa Mikey e cominciano ad inseguirli. Poco dopo, la gang riesce a raggiungerli e li minaccia con le armi di raccontargli come hanno avuto la giacca. Jake cerca di ribaltare la situazione afferrando un'arma dalla gang, ma suo fratello rimane bloccato e minacciato con un machete al collo da Meathook, che gli intima di rivelare come hanno avuto la giacca. Mikey quindi rivela che hanno avuto la giacca dal padre, William Conway (che Meathook riconosce come "Toledo" Conway). Meathook quindi taglia la gola a Mikey, mentre Jake viene colpito da un colpo di pistola e lasciato a terra, creduto morto. Dopo essere stato curato dallo zio Mack, Jake afferra il Machete lasciato da Meathook ed giura vendetta contro la Devil's Hand, quindi parte per la sua missione di vendetta.
Il primo bersaglio di Jake è Anvil, che si trova a San Alfonso. Dopo essersi servito dell'aiuto di Tyrell, ufficiale dell'esercito, che lo arma delle armi necessarie per distruggerlo. Jake, aiutato da Mack, raggiunge, sconfigge e uccide Anvil, e viene in seguito contattato da Ellie, la fidanzata di Mikey, la quale lo aiuta, seppur indirettamente, a raggiungere la posizione di Colt, ovvero Seven Wells Ranch, grazie anche alle indicazioni di Naomi, l'amante di Colt stesso. Jake lo raggiunge prima al Seven Wells Ranch, poi all'Airplane Cemetery, e riesce finalmente a uccidere anche lui. Dirigendosi poi in un ring da pugilato, Jake sfida e sconfigge, in ordine, Bullsye, Ace, Selvan il Distruttore e Meathook in persona; vittorioso, Jake interroga Meathook, ma quest'ultimo viene ucciso da Greasy Steve. Jake si dirige quindi da Triple 6, che parla con un accento tedesco e gestisce la segheria di Fogwood Silverfalls dove lavorano tutti tedeschi, e in seguito insegue e sconfigge Greasy Steve, il quale, catturato, rivela a Jake che il suo capo si chiama Pretty Boy, prima di essere fatto fuori da Jake stesso col C4. Triple 6, saputo di questo, tenta di farlo uccidere in un'imboscata, ma inutilmente. Jake lo raggiunge quindi nella sua segheria e lo uccide, per poi raggiungere King Dick nella sua chiesa. Jake uccide quindi gli scagnozzi, poi sconfigge King Dick e lo interroga su dove si trova Pretty Boy, e questi gli rivela che dovrà trovare una certa Brandy, oltre a dirgli che il loro grande capo, Caesar, vuole i Toledo morti per i peccati commessi dal padre di Jake e Mikey. Dopo averlo affogato nell'acqua da battesimo, Jake trova Brandy, la quale gli chiede di vincere una gara e prendere la moto di Orson nelle miniere di Bergenstock. Jake riesce nell'impresa, imbottisce la moto di esplosivi prodotti da Tyrell e seguaci, e la usa per stanare Pretty Boy, che viene sconfitto, catturato e interrogato. Pretty Boy rivela a Jake che suo padre è morto, lasciando incredulo il protagonista, in quanto lo zio gli aveva detto che il padre se ne era semplicemente andato fuggendo.
Ucciso Pretty Boy, Jake raggiunge lo zio Mack, il quale lo porta alla tomba di Mikey e gli rivela la verità: William e Caesar erano grandi amici e colleghi della gang Retribution. Tutto, però, cambiò con una corsa, che mise in palio una donna. William perse ma si portò via la moglie ugualmente, e questo portò Caesar a vendicarsi e a fondare la Devil's Gang. Dopo diversi anni, durante i quali dalla coppia sarebbero nati prima Jake e poi Mikey, marito e moglie andarono dal di lui fratello Mack, a cui diedero i figli e dissero di non rivelare niente delle loro origini. Eventualmente, Caesar raggiunse la coppia e riuscì a buttarli entrambi giù da un burrone.
Tempo dopo la rivelazione, la Devil's Hand ruba un carico di Tyrell; Jake lo recupera, ma la Devil's Gang ne approfitta per attaccare la casa di Mack ed Ellie, impiccando il primo e rapendo la seconda. Jake raggiunge quindi il covo di Caesar, sgomina i suoi scagnozzi e salva Ellie. Caesar si fa vedere e rivela che Ellie è sua figlia, fuggita dal padre per sfuggire ai suoi abusi contro lei e la madre. Segue un'ultima corsa nella quale Caesar e Jake (il quale è accompagnato da Ellie) si inseguono a vicenda; Jake riesce infine a uccidere Caesar facendolo cadere insieme alla moto, ironia della sorte, in un burrone. Soddisfatto di aver compiuto la sua vendetta, Jake, insieme a Ellie, si allontana verso una meta sconosciuta.

## Modalità di gioco
Il giocatore controlla Jake Conway da una prospettiva in terza persona. I livelli iniziano in una sequenza dove il giocatore deve guidare la propria motocicletta in un percorso lineare evitando ostacoli con rampe o derapate. Impatti e sbattimenti contro muri o ostacoli causano essere riportati al checkpoint (la schermata si annerisce ed il giocatore viene riportato nell'ultima parte lineare) o se accaduto troppe volte, morte. Il combattimento in queste sequenze, consistono di attacchi legati a un quick-time event, sparando da una side car mentre un NPC guida la motocicletta, o avvicinarsi abbastanza per permettere a un NPC alleato di sparare.
I livelli principali consistono in un mix di diversi tipi di combattimento tra cui sparatutto con copertura e Beat 'em up.Questi livelli sono lineari, con npc ostili che popolano l'area con un boss alla fine, cioè un membro importante della gang "La mano del Diavolo". Il giocatore può usare diversi tipi di armi tra cui fucili ed armi bianche, con anche coltelli e dinamite da lanciare. Il combattimento a mani nude consistere nel rompere la difesa nemica, rispondere agli attacchi, uccisioni usando oggetti presenti nell'ambiente, e uccisioni istantanee usando QTE. Le armi e munizioni possono essere raccolti dai nemici morti.
Tra i livelli, il giocatore può girare nella piccola città che serve come "base" dove si può vendere la droga, comprare armi, mosse, e personalizzare la propria motocicletta. Nonostante gli ambienti circostanti siano completamente sviluppati, ogni tentativo di uscire dalla città porterà il giocatore ad essere riportato all'interno. Gli NPC sono animati, ma non ci si può interagire o ucciderli, nonostante il gioco sconsigli di farlo.

## Sviluppo

### Produzione
Deep Silver Vienna aveva pianificato di sviluppare un gioco cinematico in collaborazione con Eutechnyx, una compagnia indipendente.
Originariamente, il gioco doveva essere free roaming, ambientato nella California degli anni 60. Il giocatore oltre alla propria motocicletta avrebbe potuto esplorare liberamente lo Stato usando diversi veicoli, da rubare. Si poteva scegliere lo stile di combattimento corpo a corpo usando mani nude o oggetti, oppure usare delle armi da fuoco, o usare armi da fuoco mentre si guidava la propria motocicletta. Il concept art della versione originale era stato creato da Massive Black.
La storia originale vedeva il giocatore, di nome Ray, un veterano della Guerra del Vietnam, tornato in America per trovarla completamente cambiata per via dei movimenti sociali nati negli anni 60, il quale si sarebbe poi unito alla Gang di Biker chiamata "La mano del Diavolo", eseguendo delle missioni per migliorare la propria reputazione nella Gang, che avrebbe comportato che altri biker seguissero il giocatore nelle missioni come alleati, ma anche tentativi della polizia di arrestarlo.

### Cancellazione
Ride to Hell: Retribution è stato annunciato nel 2008, come Ride to Hell ed un trailer indicava la data di uscita nel 2009. Dopo un periodo di silenzio, venne considerato cancellato da alcuni siti come IGN e successivamente il gioco venne rimosso dal sito di Deep Silver. Lo sviluppo poi continuò ad Eutechnyx senza più Deep Silver Vienna (che venne chiusa nel 2010) e di conseguenza il gioco andò incontro a cambiamenti radicali, tra cui la rimozione del free roaming.

### Ripresa
Nel 2013 Ride to Hell viene classificato "R18+" dall'ACB indicando che il gioco era pronto per il lancio.
Nel 4 aprile 2013, Ride to Hell ritornò, annunciato che avrà tre titoli separati in produzione: Ride to Hell: Retribution per PlayStation 3, Xbox 360 e PC, un "beat-em-up" a tema Biker, sviluppato da Eutechnyx e pubblicato il 25 giugno 2013; Ride to Hell: Route 666 su PSN (PlayStation 3) e XBLA (Xbox 360), centrato sul combattimento su strada, sviluppato da Black Forest Games; e Ride To Hell: Beatdown, per i dispositivi mobili.
Dopo la disastrosa critica di Ride to Hell: Retribution, nessuno dei titoli fu distribuito.

## Accoglienza
Ride to Hell: Retribution è stato stroncato dalla stampa specialistica e dalla critica. The Guardian inserisce il gioco nella lista dei trenta videogiochi peggiori di tutti i tempi e afferma che "riesce nella rara impresa di sbagliare in ogni sua singola componente" fra cui il combattimento "poco focalizzato" e il doppiaggio mal registrato. GameSpot dà al gioco una valutazione pari a uno su dieci e sostiene che si tratta di "un tentativo mal celato di far passare un melodramma giovanile per una storia matura." SpazioGames stronca il gioco con un voto pari a due su dieci e ne lamenta i modelli in 3D "scarsamente dettagliati", le sparatorie "con armi che risultano dannose solo se colpiscono alla testa" e l'intelligenza artificiale dei nemici che sarebbe praticamente inesistente. La stessa recensione afferma che "entra di diritto nel negaolimpo popolato da giochi leggendari come Big Rigs, E.T. e Captain Bible". David M. Ewalt di Forbes lo considera uno dei giochi peggiori del 2013 reputandolo "disarticolato, confuso e non del tutto completo."